# كريستين هيلغا غونارسدوتير
كريستين هيلغا غونارسدوتير (بالآيسلندية: Kristín Helga Gunnarsdóttir)‏ هي كاتبة للأطفال وكاتِبة آيسلندية، ولدت في 24 نوفمبر 1963 في ريكيافيك في آيسلندا.

## سيرتها
ألفت كريستين 25 كتابًا للأطفال، وقد حظيت جميعها بشعبية بين الأطفال الآيسلنديين وحصلت على جوائز متعددة. وكريستين هيلجا هي أم لثلاث بنات، تعيش مع عائلتها في بلدة صغيرة في منطقة ريكيافيك. لديها إجازة في الصحافة واللغة الإسبانية وآدابها.